# Camponotus dalmaticus
Camponotus dalmaticus es una especie de hormiga del género Camponotus, tribu Camponotini. Fue descrita científicamente por Nylander en 1849.
Se distribuye por Israel, Líbano, Siria, Turquía, Bulgaria, Croacia, Grecia, Italia, Macedonia, Montenegro, Eslovenia y Suiza. Se ha encontrado a elevaciones de hasta 896 metros. Vive en microhábitats como arbustos, troncos y ramas.